# بخش هوشنگ‌آباد
بخش هوشنگ آباد (به انگلیسی: Hoshangabad district) یک منطقهٔ مسکونی در هند است که در Narmadapuram division واقع شده‌است. بخش هوشنگ آباد ۵٬۴۰۸ کیلومتر مربع مساحت و ۱٬۲۴۱٬۳۵۰ نفر جمعیت دارد.